# 中国延庆世界地质公园

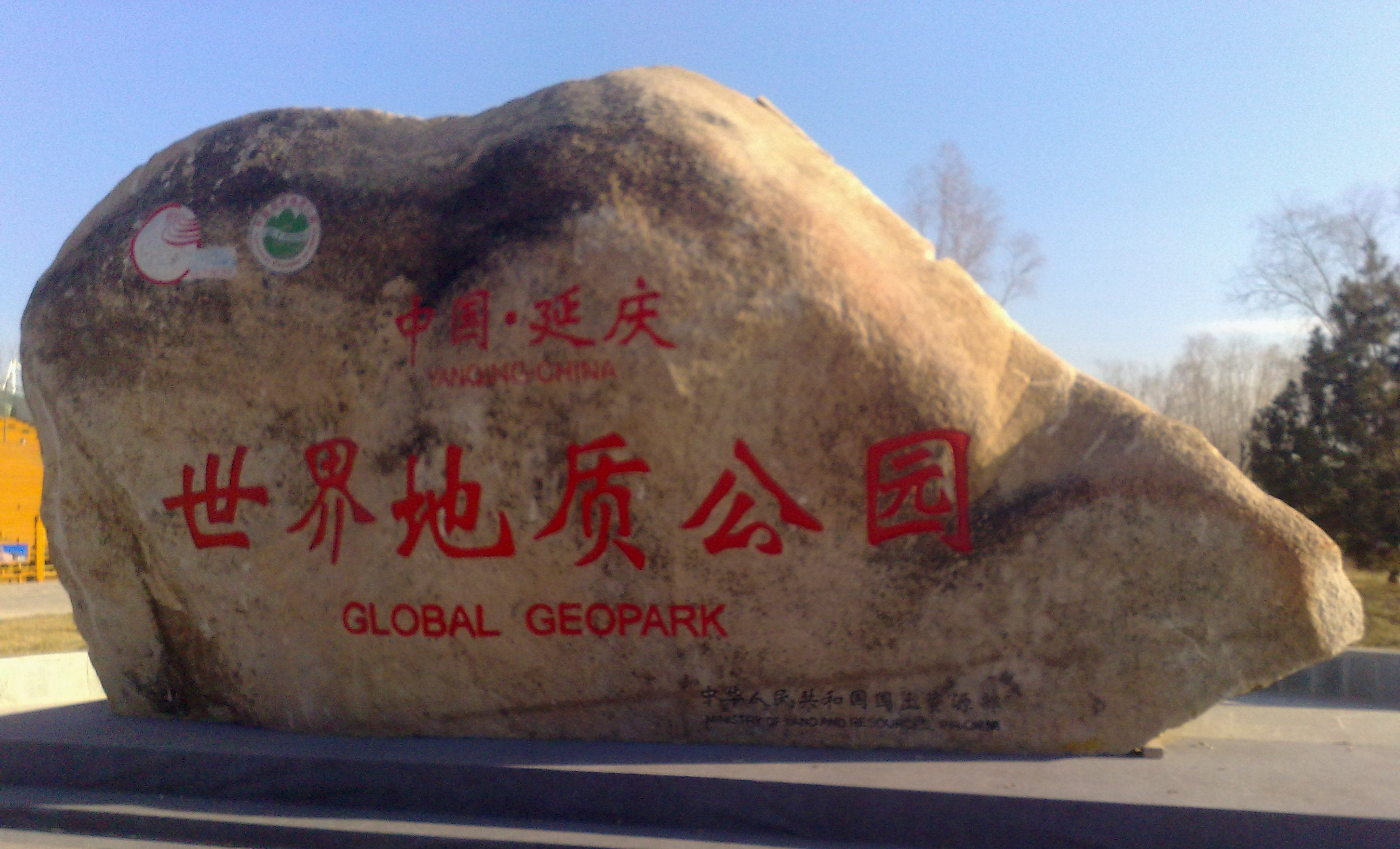
GeoPark

中国延庆世界地质公园（英语：Yanqing Global Geopark of China），位于北京市延庆县，地处华北平原与内蒙古高原的过渡地带，占地620.38平方公里，包括“一园四区”（西部的龙庆峡园区及古崖居园区，东部的千家店园区、南部的八达岭园区），是著名的燕山运动命名地之一。
地质公园以前寒武纪海相碳酸盐岩为物质基础，以中生代燕山运动地质遗迹为核心，集构造、沉积、古生物、岩浆活动及北方岩溶地貌为一体的综合性地质公园。
2013年9月9日，延庆地质公园获聯合國教科文組織织列入世界地质公园名录，成为中国第29个世界级地质公园。

## 历史
2001年12月10日，作为中国延庆世界地质公园的前身，国土资源部批准建立硅化木国家地质公园，并于2002年9月6日揭牌开园。
2011年4月，延庆获得国土资源部和北京市国土资源局对延庆创建世界地质公园工作的认可和支持。
2011年8月，延庆发布《创建中国延庆世界地质公园实施方案》，正式启动创建工作,成立了由县主要领导任组长的创建工作领导小组，全力推进申报和创建工作。
随后，延庆启动了调查工作，于当年确定了燕山运动、恐龙足迹化石-硅化木群两处具有典型国际对比意义的地质遗迹。
2012年1月12日，参加中国第七批世界地质公园推荐评审会，荣获第二名，国土资源部决定将延庆地质公园将作为“2013年度中国向联合国教科文组织申报世界地质公园的推荐单位”。
2013年9月9日，在韩国济州岛召开的世界地质公园评审会暨第三届亚太地质公园网络研讨会上宣布，世界地质公园网络接纳延庆地质公园加入为该网络的成员，公园易名为“中国延庆世界地质公园”。

## 龙庆峡园区
龙庆峡园区位于延庆地质公园的中部，面积108.63平方公里。
龙庆峡园区拥有岩溶作用形成的喀斯特地貌，以及形成于中晚元古代海相碳酸盐岩特征，如水平层理、叠层石、风暴沉积构造等。此外，龙庆峡水库拦河筑坝，形成了北方少见的水上岩溶奇观。

## 古崖居园区
古崖居园区位于延庆地质公园最西端，面积25.9平方公里。园区内有重要的地质遗迹和丰富的历史文化遗产地——古崖居。

### 古崖居
古崖居位于中生代燕山运动时期（约1.1亿年前）形成的花岗岩中，古人利用有利的地质条件在此开凿石室，为我们留下了珍贵的文化遗产和千古之谜，成为地质遗迹与文化历史完美结合的典范。

## 千家店园区
千家店园区位于延庆地质公园的东部，面积381.48平方公里，参见条目千家店百里山水画廊景区。

### 硅化木群
硅化木化石产于距今1.4至1.8亿年间的上侏罗统土城子组一、二段地层，如今裸露地表的硅化木有57株，化石的纹理清晰，质地十分坚硬，年轮可辩。

### 乌龙峡谷
乌龙峡谷地处黑河下游，属距今1.4亿年前的中生代火山熔岩区，为典型的山间河流深切河谷地貌景观。

## 八达岭园区
八达岭园区位于延庆地质公园南部，西起八达岭长城，经大庄科、莲花山，到四海、珍珠泉一带，面积213平方公里。集重要和丰富的地质遗迹、著名的文化遗址和优美的自然环境为一体。

### 八达岭长城
八达岭长城是著名的世界文化遗产地，又是燕山运动晚期（距今约1.1亿年前）形成的著名八达岭杂岩体的命名地，八达岭长城修建于起伏的八达岭杂岩体之上，成为地质遗迹与文化遗产完美结合的生动实例。

### 莲花山
莲花山由燕山运动晚期（距今约1.1亿年前）形成的花岗岩组成，具有典型的花岗岩地貌。

### 大庄科
大庄科发育有流水侵蚀地貌和其它地质遗迹。

### 珍珠泉
珍珠泉具有独特的构造裂隙型泉水。

### 四海地区
四海地区发育有1.45亿年前的潜火山岩—安山玢岩，具有完美的六边形柱状节理。

## 博物馆与地质陈列室

### 延庆地质博物馆
延庆地质博物馆位于延庆县妫水北街72号，展厅占地2000平方米，是一座集地质科普知识、延庆地质遗迹、自然与人文景观于一体的综合性、公益性博物馆。